# Lorenzo Mannino
Lorenzo "Lore" Mannino' (nacido en 1959) es según la Oficina Federal de Investigación un poderoso caporegime de la familia criminal Gambino. y se reporta que desde 2019 es el jefe de la Familia criminal Gambino.
En 1994, Mannino se declaró culpable de tráfico de drogas y de conspirar para asesinar a Francesco Oliveri en 1988, y fue condenado a 15 años de prisión. Fue puesto en libertad en 2004. La declaración de 1994 se produjo tras un juicio en 1993 en el que John Gambino, Joseph Gambino y Matteo Romano eran coacusados, que terminó en juicio nulo en junio de 1993 cuando el jurado fue incapaz de llegar a un veredicto. Salvatore Gravano testificó sobre la participación de John, Joseph y Mannino en el asesinato de Oliveri, sobre una empresa de chantaje y sobre la regla de la familia criminal Gambino contra las drogas.
Según un artículo de 2007 del New York Post sobre el establecimiento de una "empresa de cooperación" con agentes del FBI destinados en Roma y de la Policía Nacional Italiana que trabajan en la sede del FBI en Washington, Mannino intentó una vez que Frank Sinatra ayudara al crooner Al Martino a encontrar trabajo en Las Vegas, y era una "estrella en ascenso de la familia del crimen".
En marzo de 2019, el soldado de los Gambino Paul Semplice, de 55 años, fue condenado a 28 meses de prisión por dirigir una operación de usura, tras declararse culpable en octubre de 2018 de prestar dinero a un empresario estresado y a un adicto al juego que acabó muriendo de un derrame cerebral. Semplice describió haber golpeado a una de las víctimas en una llamada intervenida, y le dijo a un testigo cooperante durante una llamada intervenida que Mannino era su supervisor.